# Марин II
Мари́н II (лат. Marinus PP. II; IX в. — 1 мая 946, Рим) — папа римский с 30 октября 942 года по 1 мая 946 года. Десятый папа периода порнократии. Его позже ошибочно называли Мартин III (лат. Martinus III), из-за чего второй папа по имени Мартин принял имя Мартина V.

## Биография
Марин происходил из города Рима и, прежде чем стать папой, был священником церкви Святого Кириака в Термах Диоклетиана. Как и его предшественники, был избран при поддержке Альбериха II. В период понтификата не вмешивался в политику, занимаясь исключительно церковными делами. Он продлил назначение Фридриха, архиепископа Майнца, папским викарием по всей Германии и Франции. Марин вмешался, когда епископ Капуи захватил церковь, которая принадлежала монахам-бенедиктинцам. Наконец, на протяжении своего понтификата Марин благоприятствовал различным монастырям, выдав им ряд папских булл. Будучи приверженцем Клюнийской реформы, Марин продвигал её в римских и италийских бенедиктинских монастырях. Сохранилось два послания Марина II.
Марин занял дворец, построенный папой Иоанном VII на вершине холма Палатин в руинах Domus Gaiana. Он умер в мае 946 года.
В некоторых средневековых источниках именуется не Марином II, а Мартином III. Те же источники именуют папу Марина I Мартином II. Это внесло ошибку в перечень римских понтификов с именем Мартин: после Мартина I следующий римский папа, принявший это имя, именовался Мартином IV.